# Самаргвелиани, Эраст Георгиевич
Эраст Георгиевич Самаргвелиани (15 мая 1914 года, село Алени, Сигнахский уезд, Тифлисская губерния, Российская империя — дата смерти неизвестна, Лагодехский район, Грузинская ССР) — председатель колхоза «Шрома» Лагодехского района, Грузинская ССР. Герой Социалистического Труда (1948).

## Биография
Родился в 1914 году в крестьянской семье в селе Алени Сигнахского уезда (сегодня — Лагодехский муниципалитет). Окончил местную сельскую школу. Трудился в частном сельском хозяйстве. В марте 1942 года призван по мобилизации в Красную Армию. В декабре этого же года был комиссован из армии и возвратился в родное село.
В послевоенные годы возглавлял колхоз «Шрома» Лагодехского района. За короткое время вывел колхоз в число передовых сельскохозяйственных предприятий Лагодехского района. В 1947 году колхоз сдал государству табака с каждого гектара в среднем по 22 центнеров и кукурузы — в среднем по 70,21 центнера с каждого гектара. Указом Президиума Верховного Совета СССР от 21 февраля 1948 года удостоен звания Героя Социалистического Труда за «получение высоких урожаев кукурузы и пшеницы в 1947 году» с вручением ордена Ленина и золотой медали «Серп и Молот».
Этим же Указом звание Героя Социалистического Труда получили также труженики колхоза, полеводы бригадир Иосиф Георгиевич Зурашвили, звеньевые Хвтисо Ильич Бегиашвили и Авраам Ильич Инашвили (лишён звания в 1962 году). В этот же день вышел Указ Президиума Верховного Совета СССР, которым были награждены званием Героя Социалистического Труда табаководы колхоза бригадир Сергей Алексеевич Блиадзе, звеньевые Тит Алексеевич Бутлиашвили, Вахтанг Николаевич Гоголадзе, Этери Георгиевна Камаридзе и Иосиф Георгиевич Шихашвили.
Колхоз «Шрома» соревновался с колхозом «Ленинис андердзи» Лагодехского района, усадьба которого находилась в селе Шрома Лагодехского района (председатель — Герой Социалистического Труда Георгий Александрович Гочелашвили).
В следующем году колхоз «Шрома» сдал государству сортового табака «Трапезонд» в среднем с каждого гектара по 30,8 центнеров с площади 28,3 гектаров. За выдающиеся трудовые результаты был награждён вторым Орденом Ленина. Указом Президиума Верховного Совета СССР от 3 мая 1948 года по итогам 1947 года были также награждены званием Героя Социалистического Труда агроном колхоза Шалва Николаевич Ломидзе и четверо табаководов колхоза (в том числе бригадиры Илья Константинович Алакидзе, Илья Бессарионович Натрошвили (лишён звания в 1962 года), Шалва Николаевич Ломидзе).
В 1975 году вышел на пенсию. Персональный пенсионер союзного значения. Дата смерти не установлена.
Награды
- Герой Социалистического Труда
- Орден Ленина — дважды (1948; 03.05.1949)
- Медаль «За победу над Германией в Великой Отечественной войне 1941—1945 гг.»